# 下関発電所
下関発電所（しものせきはつでんしょ）は、山口県下関市長府港町9-1にあった中国電力の石炭・石油火力発電所。
老朽化により2022年4月にすべての発電設備が稼働停止になった。2024年1月に廃止された。

## 概要
1967年3月に1号機が運転を開始、2号機までが建設された。
1号機の燃料は当初石炭・石油混焼であったが、1979年に石炭混焼率を20%から50%に引上げ、1980年には石炭専焼となった。また、2004年から2006年にかけて1号機では木質バイオマスの混焼試験が行われた。

## 発電設備
- 総出力：57.5万kW[2]
- 敷地面積：約342,667m2

1号機
定格出力：17.5万kW
使用燃料：石炭
営業運転開始：1967年（昭和42年）3月
2号機
定格出力：40万kW
使用燃料：重油
営業運転開始：1977年（昭和52年）9月

## 取水温度問題
- 2003年4月から2006年11月にかけて、温度監視装置の海水取水温度表示を0.9℃高く設定していたことが発覚した[3]。中国電力は山口県及び下関市と締結した公害防止協定に基づき、取放水温度差を7度以下とすることとなっていたが、山口県の調査により、この期間に協定値を超過していたケースが43件中24件あったことが明らかになった。中国電力は冷却用循環ポンプの羽根車交換後に協定値を超過するケースが増加したために故意に行ったものとして県と市に謝罪、法令遵守体制の確立などの再発防止策を表明した。中国電力では同時期に水力発電所でも堆砂量の改ざんなどがあり[4]、批判にさらされている。

## 発電所の廃止
設備の経年劣化が進んでおり、1号機・2号機ともに2022年4月から稼働停止となった。2024年1月に廃止された。
2024年4月、中国電力は旧・下関発電所の土地（約32.6万平米）・設備を丸一鋼管に37億6千万円で売却することを決定した。設備は中国電力側で安全対策工事をした上で、丸一鋼管に引き渡す。引渡し後、丸一鋼管が不要と判断する設備は丸一側で除却するが、その費用は中国電力が負担する。中国電力は約70億円の譲渡損失を計上する見込みである。丸一鋼管は発電所跡地にステンレス鋼管の新工場を建設する。